# Shogakukan
Shogakukan (яп. 株式会社小学館, Кабусікі ґаіся Шьоґакукан) — японське видавництво, найбільше на японському видавничому ринку. Виконує роль центрального підприємства в корпорації «Група Хітоцубасі», до якого також входять дочірні фірми «Shueisha» та «Hakusensha».
Shogakukan видає словники, художню та наукову літературу, манґу, дитячі DVD диски та інші види друкарської і інформаційної продукції.
Shogakukan належить компанія «Viz Media», яка публікує манґу в США.

## Журнали манґи

### Шьонен
- Bessatsu CoroCoro Comic
- Coro Coro Comic
- Coro Coro Ichiban!
- Shonen Sunday
- Shonen Sunday Cho Super
- Shonen Sunday Super
- Sunday Compact

### Шьодзьо
- BetsuComi
- Cheese!
- ChuChu
- Ciao
- Ciao DX
- COMIC MIRA
- Deluxe BetsuComi
- Flowers
- Petit Comic
- Petit Comic Zoukan
- Pochette
- Shojo Comic

### Сейнен
- Big Comic
- Big Comic Business
- Big Comic Compact
- Big Comic for Men
- Big Comic Original
- Big Comic Spirits
- Big Comic Superior
- IKKI
- Sunday GX
- Young Sunday

### Дзьосей
- Judy
- Young Judy